# Johann Adolf Schlegel
Johann Adolf Schlegel (né le 17 septembre 1721 à Meißen - décédé le 16 septembre 1793 à Hanovre). Poète et pasteur allemand. Il est le frère de Johann Elias Schlegel.
Après des études à Leipzig, il devient diacre et professeur à Pforta en 1751. En 1754, il devient pasteur et professeur à  Zerbst. En 1775, il devient conseiller au consistoire et surintendant à Hanovre où il meurt en 1793. 
Ses deux fils August Wilhelm et Friedrich font partie des cofondateurs du romantisme allemand. 